# 韩梅村
韩梅村（1901年12月8日—1996年11月27日），又名雪庵，湖南华容人，国民革命军师级军官。中国人民解放军开国大校。

## 生平
幼年丧父。1917年2月由伯父介绍到塔市小镇邹可亭中医开的同仁中药店当学徒。
1925年入黄埔军校第3期。毕业后参加北伐战争。1928年后在中央军嫡系部队关麟征、杜聿明部下历任营长、团长、旅长等职，参加过长城抗战。
抗战爆发时任国民革命军第五十二军第25师参谋主任。1937年8月任第52军25师73旅145团团长。参加平汉路北段作战。1938年4月任第52军25师参谋长。1938年6月任第52军195师第566旅旅长，参加武汉会战。1939年7月任第53军第195师参谋长，参加第1次长沙会战。1941年10月托病请假到桂林休养。关麟征念多年追随之情，安排了一个总部少将高参的头衔坐领薪俸。在桂林期间，韩梅村结识了湖南籍中共地下党员肖漪萍、邓钧洪及进步青年杨明清等人。1945年5月复出任杜聿明的昆明防守司令部少将高参兼直属队指挥官。
1945年12月任东北保安司令长官部直属队指挥官。1946年1月3日任热河省阜新市市长。1946年7月14日，阜新市并入阜新县，韩梅村任县长。1946年9月下旬，在凌源县地主武装的基础上扩编为东北保安第三支队，驻防阜新和凌源两县。1947年3月19日，韩梅村率驻阜新的保安三支队两个团分乘两列火车移防凌源县城。到凌源后，东北保安第三支队布防为：
- 第七团团长王春普带着两个营驻凌源县城，一个营驻凌源南门外火车站及其两侧几个车站；
- 第八团团长刘斌辞职后，代理团长郁怀忠（军统特务，4月下旬回南京探亲未归）带着一个营驻凌源城内，两个营驻平泉县以东各火车站；
- 第九团团长赵序五在阜新养病未来凌源（解放后被人民政府镇压），代理团长钟良。团部及其第三营驻凌源城内，一、二两营驻叶柏寿火车站及其以西几个车站；
- 东北保安三支队司令部及直属警卫排、通讯排驻凌源城内。
- 韩梅村兼任凌源县城防司令，并指挥凌源县保安大队（约三百多人）。

1947年4月30日入夜后，冀察热辽第十六旅破坏了凌源车站东西两面的铁路，分三路接近凌源县城，又派一个营监视在车站集中的保安第三支队官兵。午夜，第十六旅旅长张德发、副政委曹德连亲自到保安第三支队司令部接应韩梅村。5月1日凌晨韩梅村在司令部大院门口召集官兵宣布起义。5月1日上午，韩梅村又集中三支队军官开会，说革命要自愿，愿意跟我进到解放区的，八路军是欢迎的；不愿意的可以发给路费回家。起义部队编为热河民主救国军独立第一旅，韩梅村任旅长。1947年7月15日，韩梅村被批准加入中国共产党。1948年3月21日，以韩梅村起义部队为基础，在宁城八里罕组建东北人民解放军冀察热辽独立第六师，韩梅村任师长。1948年11月编为中国人民解放军四十八军一六一师，韩梅村任师长，钟辉任政委，周志飞任副师长，张荣森任参谋长，南下时副师长兼参谋长夏新民。
建国后任江西省军区干部学校校长。1955年授予解放军大校军衔。1959年转业任江西省农垦厅副厅长。江西省政协常委。南京市黄埔军校同学会副会长。